# Instituto do Cinema e Audiovisual
O ICA (antigo ICAM), acrónimo do Instituto do Cinema e Audiovisual) é uma instituição pública portuguesa sujeita à tutela do Ministério da Cultura. Surge em 2007, com o Decreto-Lei n.º 95/2007, que aprova a sua orgânica (ICA, I.P.). Tem como objectivo promover e financiar em Portugal as actividades do cinema e do audiovisual.

## História
Em 1971, o governo de Marcelo Caetano cria o IPC (Instituto Português do Cinema), que só começa a funcionar em 1975. Em 1993 é substituído pelo IPACA (Instituto Português da Arte Cinematográfica e Audiovisual). Sucede-lhe o ICAM em 1997, que  por sua vez dará origem ao ICA em 2007. 
«Depois da publicação da Lei n.º 42/2004, Lei da Arte Cinematográfica e do Audiovisual, e do Decreto-Lei n.º 227/2006, que criou o Fundo de Investimento para o Cinema e Audiovisual, acrescidos da publicação, já em 2007, da nova lei orgânica do Ministério da Cultura, tornou-se inevitável a reestruturação do Instituto, a qual foi consubstanciada pelo Decreto-Lei n.º 95/2007, que aprova a orgânica do Instituto do Cinema e do Audiovisual, I.P. (ICA, I.P.), e pela Portaria n.º 375/2007, pela qual são aprovados os respectivos Estatutos».
O Instituto Português de Cinema (IPC) foi criado com o objectivo de apoiar a criação cinematográfica. Desde então e até 1993 o IPC financiou e produziu dezenas de filmes de ficção e documentários portugueses e também alguns de países de expressão oficial portuguesa. Ajudou assim a indústria cinematográfica a ultrapassar a crise do cinema e a crónica falta de espectadores e, consequentemente, de receitas.
O Instituto Português da Arte Cinematográfica e Audiovisual (IPACA), passou a tutelar, além do cinema, o  sector do audiovisual. Mas com as novas áreas surgidas, rapidamente os seus objectivos se tornaram desadequados. Foi necessário fundar uma outra entidade que conciliasse de forma eficaz e inovadora os modos de criação, produção e difusão tradicionais do cinema e do audiovisual com as oportunidades de desenvolvimento e crescimento proporcionadas pela digitalização.
Foi assim que, em finais de 1997, surgiu o ICAM, dirigido por José Costa Ramos e tutelado pelo Ministério da Cultura, à altura chefiado por Manuel Maria Carrilho. Este instituto apareceu para acompanhar as mudanças surgidas a nível industrial, comercial e tecnológico na área do cinema. Apresentou desde logo um princípio base que constava em aumentar a diversidade. Um dos objectivos do ICAM era firmar e fortalecer a identidade cultural e a diversidade nos domínios do cinema, do audiovisual e do multimédia. Para tal, apoiava a inovação e a criação artística e fortalecia a indústria de conteúdos e a promoção da cultura e língua portuguesa.
Uma da primeira medidas foi fomentar a criação de um sistema informatizado nas bilheteiras de cinema, de modo a permitir que a indústria do cinema português conhecesse melhor o seu próprio mercado.
Outro dos cuidados do ICAM era tentar assegurar proveitos financeiros nas obras que fosse financiando. Tinha também por função apoiar o ministro da Cultura na definição da política para as actividades cinematográfica, audiovisual e multimédia.
O ICAM foi criado também para apoiar o desenvolvimento, produção e promoção do cinema, audiovisual e multimédia enquanto formas de arte e instrumentos de cultura, tendo em vista a modernização e internacionalização destas indústrias. Estimular a criação de novos públicos, divulgar e promover as referidas três áreas a nível nacional e internacional são outras metas.